# Толечешть
Толечешть, Толечешті (рум. Tolăcești) — село у повіті Алба в Румунії. Входить до складу комуни Бістра.
Село розташоване на відстані 313 км на північний захід від Бухареста, 45 км на північний захід від Алба-Юлії, 58 км на південний захід від Клуж-Напоки.

## Населення
За даними перепису населення 2002 року у селі проживали 20 осіб, усі — румуни. Усі жителі села рідною мовою назвали румунську.